# Armiche Ortega
Armiche Ortega Medina (Las Palmas de Gran Canaria, 12 de junio de 1988) es un futbolista español, que actualmente juega en la Arucas C. F. de la Tercera Federación

## Trayectoria
Natural del barrio de Schamann, en Las Palmas de Gran Canaria, se formó en el Unión Viera, club del fútbol base grancanario desde donde pasó a las categorías inferiores de la U. D. Las Palmas.
En la temporada 200809 jugó en Segunda división B con el filial del conjunto amarillo, y además debutó en el primer equipo en Segunda en la penúltima jornada liguera de 2009 ante el Rayo Vallecano, partido en el que salió de suplente, jugando 35 minutos. También jugó medio partido contra el Levante U. D. en la última jornada de la misma campaña.
En la temporada 2009-10 siguió teniendo ficha en Las Palmas Atlético, aunque entrenó habitualmente, jugando varios partidos, con el primer equipo. En febrero de 2010 se marchó cedido por lo que quedaba de temporada al Benidorm Club de Fútbol, aunque al final de la campaña volvió de su periodo de cesión a su club de origen.
En los inicios de la temporada 2010-11 fue confirmado como parte de la primera plantilla del equipo grancanario, logrando su primer gol en competición oficial con el primer equipo de Las Palmas el 12 de marzo de 2011, en el Estadio de Gran Canaria, ante el Real Valladolid (2-0).
El 4 de agosto de 2011 rescindió contrato con la U. D. Las Palmas, quedando libre. Inmediatamente firma contrato con el Valencia C. F. para incorporarse al Mestalla, filial valencianista del grupo III de la segunda B.
En julio de 2013 es contratado por el Levadiakos F. C., de la liga griega. Tras temporada y media, ficha por el Cracovia Krakow de la liga polaca, con los que termina el año. En agosto de 2015 es contratado por el Barakaldo C. F. del grupo II de la Segunda División B española.
Al terminar la temporada 2015-16 ficha por el CS Pandurii de Rumanía, sin embargo justo al mes del inicio de la temporada abandona el club para volver a España fichando por el Burgos C. F.. En julio de 2020, después de pasar por Grecia y Chipre, fichó por el Atlético Paso, club palmero de la Tercera División de España. En julio de 2025 se incorporó al Arucas C. F. de la Tercera Federación.

## Clubes
| Club                    | País    | Año       | División                    | Part. | Goles |
| ----------------------- | ------- | --------- | --------------------------- | ----- | ----- |
| Las Palmas Atlético     | España  | 2007-2008 | Tercera División            | 30    | 5     |
| Las Palmas Atlético     | España  | 2008-2009 | Segunda División B          | 36    | 7     |
| U. D. Las Palmas        | España  | 2008-2009 | Segunda División            | 2     | 0     |
| U. D. Las Palmas        | España  | 2009-2010 | Segunda División            | 4     | 0     |
| Benidorm C. F. (cesión) | España  | 2009-2010 | Segunda División B          | 9     | 2     |
| U. D. Las Palmas        | España  | 2010-2011 | Segunda División            | 22    | 1     |
| U. D. Las Palmas        | España  | 2010-2011 | Copa del Rey                | 1     | 0     |
| Valencia Mestalla       | España  | 2011-2012 | Segunda División B          | 17    | 2     |
| Valencia Mestalla       | España  | 2012-2013 | Segunda División B          | 33    | 7     |
| Levadiakos F. C.        | Grecia  | 2013-2014 | Superliga de Grecia         | 28    | 3     |
| Levadiakos F. C.        | Grecia  | 2014-2015 | Superliga de Grecia         | 19    | 0     |
| Cracovia Krakow         | Polonia | 2016-     | Ekstraklasa                 | 6     | 0     |
| Barakaldo C. F.         | España  | 2015-2016 | Segunda B                   | 32    | 4     |
| CS Pandurii             | Rumanía | 2016      | Liga I                      | 1     | 0     |
| Burgos C. F.            | España  | 2016-2017 | Segunda B                   |       |       |
| O. F. I. Creta          | Grecia  | 2017-2018 | Football League             |       |       |
| PAS Lamia               | Grecia  | 2018      | Superliga de Grecia         |       |       |
| Sport Boys Warnes       | Bolivia | 2018      | Primera División de Bolivia |       |       |
| Aris Limassol           | Chipre  | 2018-2019 | Primera División de Chipre  |       |       |
| ASIL Lysi               | Chipre  | 2019-2020 | Segunda División de Chipre  |       |       |
| Atlético Paso           | España  | 2020-2025 | Segunda Federación          |       |       |
| Arucas C. F.            | España  | 2025-     | Tercera Federación          |       |       |

## Palmarés

### Trofeos internacionales
| Título                   | Club (*)                        | Lugar      | Año  |
| ------------------------ | ------------------------------- | ---------- | ---- |
| XXXII Copa del Atlántico | Selección de fútbol de Canarias | Maspalomas | 2006 |